# Pascual Ortiz Rubio
Pascual Ortiz Rubio (Morelia, Michoacán, 10 de março de 1877 - Cidade do México, 4 de novembro de 1963) foi um político mexicano. Foi presidente do México entre 1930 e 1932.
Fez a sua formação em engenharia no Colegio de San Nicolás de Hidalgo e na Escuela Nacional de Ingenieros. Foi embaixador do México no Brasil e Alemanha e governador de Michoacán entre 1917 e 1920. Apoiou o plano de Agua Prieta e fez parte dos governos de Adolfo de la Huerta e Álvaro Obregón.
Foi candidato às eleições presidenciais de 17 de novembro de 1929 pelo recém-formado Partido Nacional Revolucionário, antecessor do PRI.
No entanto, alegando interferência execessiva de Plutarco Elías Calles nos assuntos do governo e ainda bastante abalado na sequência de um atentado contra a sua vida logo no início do seu mandato, demitiu-se no dia 3 de setembro de 1932, sendo nomeado para o substituir como presidente-interino Abelardo L. Rodríguez.